# Sally Causby
Sally Causby (26 de noviembre de 1977) es una deportista australiana que compitió en remo. Ganó cuatro medallas en el Campeonato Mundial de Remo entre los años 2000 y 2003.

## Palmarés internacional
| Campeonato Mundial | Campeonato Mundial | Campeonato Mundial | Campeonato Mundial  |
| Año                | Lugar              | Medalla            | Prueba              |
| ------------------ | ------------------ | ------------------ | ------------------- |
| 2000               | Zagreb (Croacia)   | Medalla de plata   | Cuatro scull ligero |
| 2001               | Lucerna (Suiza)    | Medalla de oro     | Cuatro scull ligero |
| 2002               | Sevilla (España)   | Medalla de oro     | Doble scull ligero  |
| 2003               | Milán (Italia)     | Medalla de plata   | Doble scull ligero  |